# 南海フェリー商事
南海フェリー商事株式会社は南海フェリーの100％子会社である。南海グループに属しており、南海電気鉄道の連結対象会社である。

## 概要
南海フェリーの船内売店の運営のほか、徳島港フェリーターミナルでの土産物店の運営も行なっている。

## 沿革
- 1988年4月2日：株式会社マリンサービス設立
- 1997年12月：南海フェリー商事に社名変更